# Parque Nacional de Sagarmatha
O Parque Nacional de Sagarmatha situa-se no no Nepal a nordeste da capital  (Katmandu), fazendo fronteira a norte com a região autónoma do Tibete. É parte das montanhas do Himalaia. Nele se localiza o Everest. Sagarmatha é o nome dado a este pico em nepalês.
O Parque Nacional de Sagarmatha foi criado a 19 de Julho de 1976 e foi considerado Património Mundial pela Unesco em 1979 devido às suas características naturais e culturais únicas. Ocupa uma área de 1 148 km² abrangendo altitudes de 2 845 m em Jorsale, o seu ponto mais baixo, até 8 850 m de altitude, no cume do Monte Everest.
Duas áreas de proteção de natureza rígidas foram identificadas dentro do parque e são administrados como áreas imperturbadas e livres de interferência humana. As leis são impostas com ajuda militar. Foi desenvolvida uma estratégia integrada para alcançar auto-suficiência em recursos e conservação da natureza. A importância do turismo na economia local também encorajou os Sherpas que vivem no parque a ajudarem a proteger área.

## Características físicas

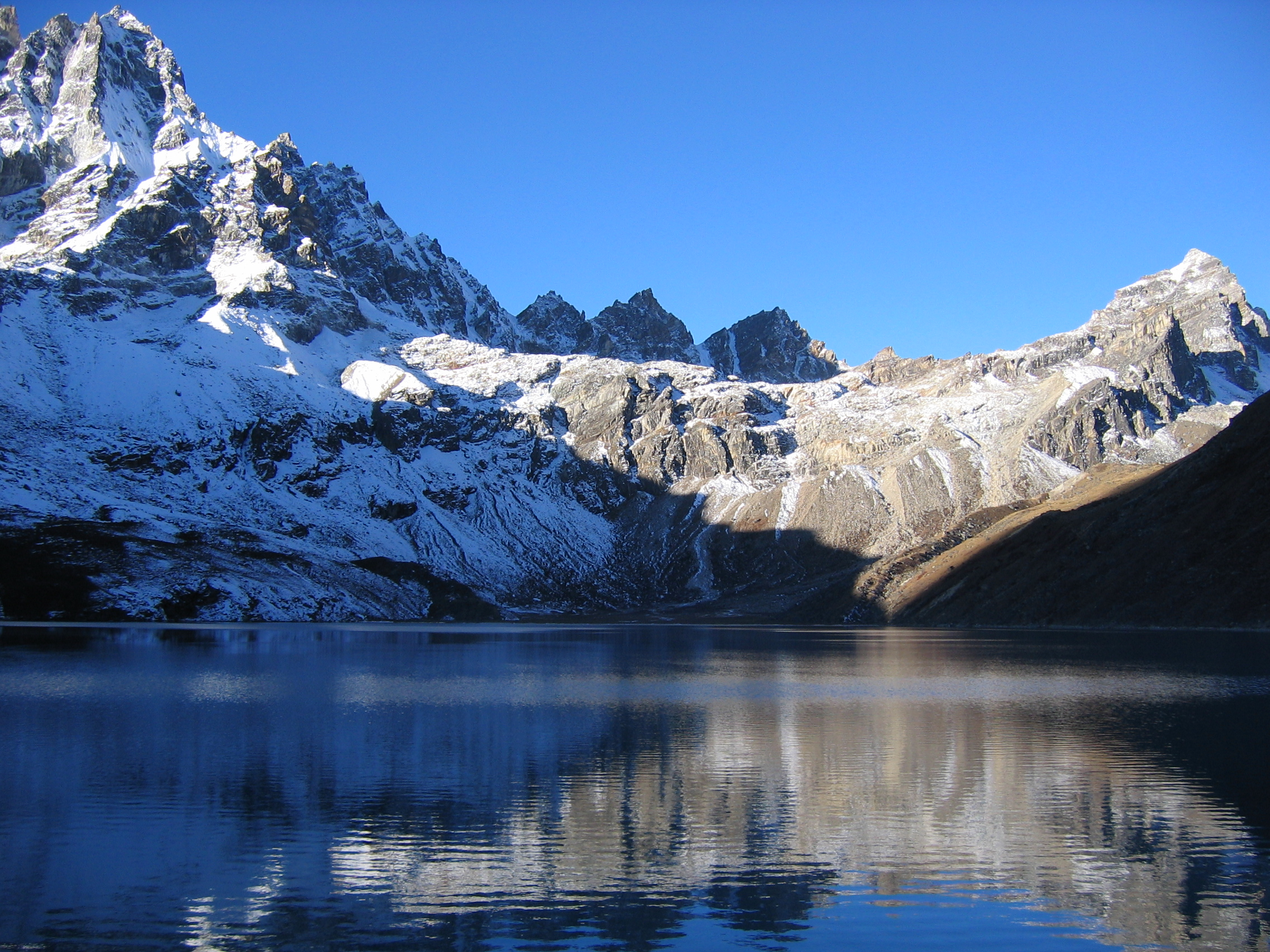
Gokyo

O parque inclui as bacias superiores dos rios Dudh Kosi e Bhote Kosi.
Esta é uma área de glaciares e montanhas geologicamente jovens. Os vales profundamente cortados por rochas sedimentares e granitos subjacentes escoam para sul no  rio Dudh Kosi e os seus afluentes fazem parte da bacia do Rio Ganges. As bacias superiores destes rios são alimentadas através de glaciares a montante de quatro vales principais, Chukhung, Khumbu, Gokyo e Nangpa La (a maioria dos glaciares dos Himalaias tem 2 a 3 milhas  de comprimento). As montanhas têm um núcleo de granito e devem a sua altura a duas fases sucessivas de levantamento. A terra estéril acima dos 5 000 m inclui 69% do parque enquanto 28% são terra de pasto e os restantes 3% são arborizados.

## Flora
A vegetação nas altitudes mais baixas é dominada por florestas de pinheiros e de cicutas. Acima dos 3 500 m, a floresta é composta predominantemente por abetos prateados, vidoeiros, rododendros, e árvores de junípero. Vários rododendros mostram as suas cores brilhantes na primavera. A linha das árvores está a cerca de 4 500 m, onde o vidoeiro dá lugar ao junípero e a arbustos de rododendro. As diferentes zonas de vegetação do Himalaia Nepalês representadas no parque são:
- Sub-Alpino Inferior, acima dos 3 000 m, com florestas de pinheiros, de abetos e de abetos-juníperos;
- Sub-Alpino Superior, acima dos 3 600 m, com florestas de rododendro-vidoeiro;
- Alpino Inferior, entre os 3 800 e os 4 000 m, com arbustos;
- Alpino Superior, acima dos 4 500 m, com relva e arbustos rasteiros.

O carvalho era a espécie dominante na zona montanhosa superior mas as zonas de distribuição desta espécie e do abeto foram colonizadas por pinheiros e rododendros.

## Fauna
Em comum com o resto do Himalaia nepalês, o parque tem um número comparativamente baixo (28) de espécies de mamíferos, aparentemente devido à origem geologicamente recente dos Himalaias e de outros factores evolutivos. A baixa densidade de populações de mamíferos é, quase certamente, o resultado de actividades humanas. Os Mamíferos maiores incluem o langur comum, o chacal, um pequeno número de lobos cinzentos, o urso preto, o panda vermelho, o leopardo de neve, o cervo almiscarado dos Himalaias, o tahr dos Himalaias e o goral. Inskipp (1989) listou 152 espécies de pássaros, 36 dos quais estão a criar espécies para as quais o Nepal pode abrigar populações internacionalmente significantes. O parque é importante para várias espécies que criam a altitudes altas, como o faisão de sangue, o pisco-de-peito-ruivo, e vários rosefinches. Os lagos pequenos do parque, especialmente os de Gokyo, são usados como pontos de organização para migrantes e foram registadas, pelo menos, 19 espécies de pássaro de água. Um total de seis anfíbios e sete répteis aparece ou provavelmente aparece no parque. A documentação da fauna invertebrada é limitada a espécies comuns de borboleta. Das 30 espécies registadas, o gafanhoto montês prateado e laranja não foi registado em outro lugar no Nepal, e o apolo vermelho comum é raro.

## Sherpas
Cerca de 3 500 Sherpas residem em várias colónias dentro do parque. Os Sherpas são originários de Kham, província do Tibete, donde se crê terem fugido a pressões militares e políticas em meados do século XV. Atravessaram o glaciar Nangpa La para o Nepal onde se estabeleceram e onde permanecem até hoje, estando alguns a 2 000 km da sua terra de origem. As suas vidas estão intimamente relacionadas com o ensino do budismo. Por isso se encontram dentro do parque importantes mosteiros budistas, como o famoso Tengboche, onde se realizam festivais religiosos. A economia dos Sherpas era tradicionalmente baseada na agricultura, criação de animais e trocas com o Tibete, mas hoje em dia é muito dependente do turismo.